# Paiement en droit civil français
En droit des obligations, le paiement est un acte par lequel le débiteur exécute volontairement son obligation, quel qu'en soit l'objet. Le paiement est le mode naturel d'extinction de l'obligation. Selon l'article 1302 du Code civil, tout paiement suppose une dette : un paiement sans dette est normalement indu et répétible, sauf pour les obligations naturelles qui sont moralement contraignantes, mais juridiquement facultatives.
Le paiement est dit simple lorsqu'il éteint la dette du débiteur, et subrogatoire lorsqu'un créancier subrogeant se substitue au créancier subrogé dans le rapport d'obligation, sans libérer le débiteur. Ainsi, le paiement simple produit deux effets indissociables, la libération du débiteur et l'extinction de la dette.

## La notion de paiement
Le paiement est une opération classique et fréquente, mais la doctrine est divisée sur sa nature juridique. L'enjeu de cette qualification réside dans le régime de la preuve applicable au paiement. Deux théories s'affrontent.
Une première théorie énonce que le paiement est un fait juridique, qui résulterait de la seule volonté du débiteur. Le consentement du créancier n'est pas nécessaire, sauf lorsque l'objet du paiement diffère de celui prévu au contrat (dation en paiement). Dans ce cas, la preuve du paiement pourrait se faire par tous moyens.
Une seconde théorie énonce que le paiement est un acte juridique, à savoir d'un acte fait en vue de produire des effets de droit, et qui nécessite l'accord des deux parties. Dans ce cas, la preuve du paiement ne pourrait résulter que de l'acte lui-même.

## L'utilité du paiement
Dans un contrat synallagmatique, le paiement constitue la cause de l'obligation pour le créancier. Le paiement emporte deux effets principaux :
- il donne satisfaction au créancier de l'obligation ;
- il éteint la créance, mais pas nécessairement la dette (paiement subrogatoire).

## Le régime du paiement simple

### Les parties au paiement
Les parties au paiement ne sont pas toujours les parties au rapport d'obligation. Ainsi, le payeur est dénommé solvens, et le payé accipiens.

#### Le solvens

##### Les qualités du solvens
Les qualités juridiques du solvens sont visées à l'article 1238 du Code civil :
- le solvens doit être propriétaire de la chose, si le paiement se caractérise par le transfert de propriété d'une chose, à peine de nullité absolue ;
- le solvens doit avoir la capacité de disposer de la chose, à peine de nullité relative.

Il est à noter que ces règles ne valent que lorsque le paiement porte sur une chose. À l'inverse, lorsque le paiement porte sur une somme d'argent, le défaut de propriété ou de capacité du solvens est en principe indifférent : s'il est effectué de bonne foi, ce paiement est réputé valable.

##### L'identité du solvens
L'article 1236 du code civil envisage deux hypothèses quant à l'identité du solvens.
En principe, le solvens est une personne directement intéressée au paiement, et donc à l'extinction de l'obligation. Il peut s'agir du débiteur du rapport d'obligation, d'un coobligé ou d'une caution. Le mandataire, agissant au nom et pour le compte du débiteur, est bien une personne intéressée au paiement de l'obligation.
Le code civil envisage un paiement réalisé par un tiers au rapport d'obligation, et l'admet dans deux cas :
- soit le tiers agit au nom et pour l'acquit du débiteur (gestion d'affaires) ;
- soit le tiers agit en son nom propre, à titre de libéralité envers le débiteur.

Ni le créancier, ni le débiteur ne peuvent s'opposer seuls au paiement simple d'un tiers. En effet, le créancier et le débiteur ont tous deux un intérêt au paiement de la dette, et à l'extinction de l'obligation. Toutefois, la jurisprudence admet que le créancier et le débiteur puisse s'opposer conjointement au paiement d'un tiers pour un motif valable. Enfin, le créancier peut refuser le paiement d'un tiers s'il a intérêt à ce que le paiement provienne du débiteur lui-même (obligation intuitu personae). Cette souplesse permet ainsi une substitution au débiteur.
Lorsque le paiement porte sur une chose consomptible, et que le créancier a consommé la chose de bonne foi, ni le solvens ni l'accipiens ne pourront se prévaloir d'une cause de nullité.

#### L'accipiens
L'accipiens (le payé) est en principe le créancier du rapport d'obligation. Il peut ne pas être le créancier originel, dans l'hypothèse d'une cession de créance ou d'un héritage. Le paiement peut être fait dans les mains d'un tiers et rester libératoire, lorsque le paiement est reçu par le représentant du créancier. En revanche, le paiement fait à une personne sans pouvoir du créancier est nul, et expose le solvens à payer une seconde fois.
Par exception, l'article 1240 du code civil dispose que le paiement fait de bonne foi au possesseur de la créance reste valable. Le code civil reconnaît la possibilité même de la possession d'une chose immatérielle. Le vrai propriétaire de la créance pourra intenter une action en enrichissement sans cause contre le possesseur. Enfin, l'accipiens doit avoir la capacité de disposer du paiement, qualité qui conforte l'hypothèse du paiement comme un acte juridique.

### L'objet du paiement

#### Les règles générales
Les règles générales sont l'identité entre l'objet du paiement et l'objet de l'obligation d'une part, et l'indivisibilité du paiement d'autre part.
Selon l'article 1243 du code civil, le créancier ne peut être contraint de recevoir une autre chose que celle prévue au contrat. L'identité du paiement et de l'obligation est valable quel que soit l'objet du paiement, y compris les sommes d'argent dans une certaine devise. Le créancier pourra refuser le paiement sur le fondement de la force obligatoire du contrat. Si l'accipiens accepte que le paiement soit réalisé par le versement d'autre chose, il s'agira d'une dation en paiement.
Si la créance porte sur une chose de genre, le débiteur devra livrer une chose de genre de qualité moyenne. À l'inverse, si la créance porte sur un corps certain, le débiteur sera contraint de payer la chose prévue au contrat, en l'état au jour de la livraison.
Enfin, l'article 1244 al. 1 du code civil prévoit l'indivisibilité du paiement. Le débiteur ne peut imposer un paiement partiel au créancier : il doit payer la totalité de la dette, sauf accord des parties (paiement fractionné ou remise de dette), et exceptions prévues par la loi (division de la dette entre les cohéritiers et les cautions).

#### Les obligations spécifiques aux sommes d'argent
Selon le principe du nominalisme monétaire, le montant d'une somme d'argent à payer n'est que la somme numérique prévue au contrat. La jurisprudence distingue deux types de contrats :
- pour les contrats internes, la somme d'argent stipulée au contrat doit être libellée dans la monnaie officielle de la France (l'euro), et payée dans cette même monnaie ;
- pour les contrats internationaux, la jurisprudence accepte les clauses-or de paiement (ou tout autre référence et devise), et les clauses de valeur (avec indexation), afin de valoriser les échanges internationaux.

Les clauses d'indexation sont interdites et réputées non-écrites dans les contrats internes. L'interdiction des clauses d'indexation vise à prévenir l'inflation. La jurisprudence reconnaît toutefois la validité des clauses qui reposent sur un indice spécial, en relation avec l'objet du contrat ou l'activité des parties :
- dans les contrats de prêt immobilier, l'indexation de la valeur de l'emprunt sur le coût de la construction ;
- dans les contrats de cession de clientèle médicale, l'indexation sur le montant des consultations médicales.

### La réalisation du paiement
Le paiement est quérable : le créancier doit aller chercher le paiement chez le débiteur. Ce paiement doit être effectué à l'échéance du contrat ou du terme suspensif, mais cette échéance ne vaut pas de mise en demeure automatique du débiteur. Enfin, les frais éventuels du paiement sont à la charge du débiteur.

#### La preuve du paiement
Selon l'article 1353 du code civil, la charge de la preuve du paiement incombe au débiteur.
Les moyens de preuve admissibles dépendent de la qualification juridique du paiement. Jusqu'à présent, le paiement était un acte juridique, qui devait être prouvé par un écrit, tel un acte sous seing privé. Cependant, la datation d'un acte sous seing privé n'est en principe pas opposable aux tiers.
Un arrêt récent de la Cour de cassation a remis en cause la nature du paiement comme acte juridique. La Cour a admis que la preuve du paiement puisse être rapportée par tous moyens, conformément aux moyens de preuve admissibles en matière de fait juridique. La portée de l'arrêt est discutée, et certains auteurs dissocient le paiement (acte juridique) du montant du paiement (fait juridique).

#### Les incidents de paiement
Lorsque le créancier refuse le paiement ou ne peut le recevoir, les intérêts de la dette courent aussi longtemps que le refus demeure. Le débiteur peut demander la consignation de la somme auprès de la Caisse des dépôts et consignations, après une offre réelle de paiement par huissier ou notaire. Cette consignation permettra au débiteur de se mettre à l'abri des poursuites, d'arrêter le cours des intérêts, et de transférer la propriété de la chose.

#### L'imputation des paiements
En présence de plusieurs dettes à l'égard d'une même personne, le débiteur peut choisir l'imputation du paiement à la dette de son choix. À défaut, le paiement sera imputé à la dette qui a le plus intérêt à être acquittée.